# Jeff Tweedy

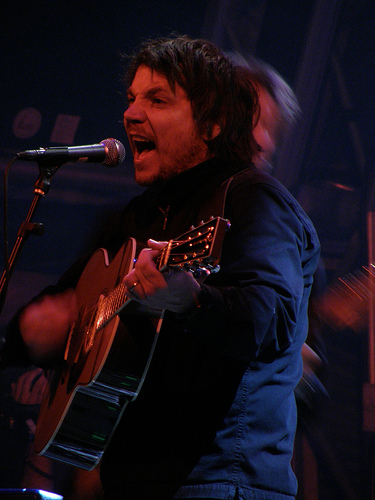
Jeff Tweedy

Jeffrey Scot Tweedy (Belleville, Illinois, Verenigde Staten, 25 augustus 1967) is de zanger/gitarist en voornaamste liedjesschrijver van de Amerikaanse band Wilco.
Opgegroeid in Belleville, Illinois begon Tweedy muziek te maken met schoolvriend Jay Farrar onder de naam Uncle Tupelo. Deze groep maakte tussen 1987 en 1994 in totaal vier albums, waarna Farrar de band verliet. Tweedy begon met de overgebleven muzikanten de band Wilco, waarmee hij in wisselende bezettingen inmiddels tien studioplaten en een live-album heeft gemaakt. Voor A Ghost Is Born uit 2004 ontving Wilco een Grammy Award ('Best Alternative Music Album').
Samen met Wilco-bandlid Glenn Kotche en producer Jim O'Rourke bracht Tweedy onder de bandnaam Loose Fur twee platen uit. Ook speelt hij in Golden Smog, een americana-superband met Gary Louris, Marc Perlman (beiden bandlid van The Jayhawks). Dan Murphy (Soul Asylum) en Kraig Johnson (Run Westy Run). Met Wilco en Billy Bragg zette hij op verzoek van Woody Guthries dochter Nora tientallen songteksten van haar vader op muziek, resulterend in drie albums onder de titel Mermaid Avenue.
Onder zijn eigen naam heeft Tweedy de filmmuziek gemaakt bij de door Ethan Hawke geregisseerde film Chelsea Walls en onderneemt hij regelmatig akoestische solo-tournees waarvan de dvd Sunken Treasure (2006) een impressie is. Hij heeft meegewerkt als producer aan albums van diverse artiesten, waarbij hij soms meeschreef aan teksten en muziek en ook meespeelde. Dit deed hij onder andere bij drie recente platen van soul- en gospelzangeres Mavis Staples. De eerste daarvan, You Are Not Alone uit 2010, won een Grammy Award ('Best Americana Album'). Ook verscheen er een dichtbundel van Tweedy onder de titel Adult Head in 2004 en de autobiografie Let's Go (So We Can Get Back) in 2018.
Tweedy is getrouwd met Sue Miller, die hij heeft leren kennen toen zij de boekingen verzorgde bij een concertzaal, Lounge Ax in Chicago, waar Uncle Tupelo optrad. Samen hebben ze twee zoons: Spencer en Sam. Met Spencer nam hij de plaat Sukierae (2014) op onder de bandnaam Tweedy. De band tourde eind 2014 door de VS en Europa, waarbij ook het Crossing Border-festival in Den Haag werd aangedaan. Het album is opgedragen aan echtgenote en moeder Sue die in deze periode een behandeling voor kanker onderging.
In 2017 brengt Tweedy zijn eerste solo-album uit, Together At Last, waarop hij aan eerder met Wilco, Loose Fur en Golden Smog opgenomen songs geheel solo een nieuwe uitvoering geeft. Het jaar daarop verschijnt zijn tweede soloplaat, WARM, waarop nieuw materiaal is te horen in uitvoeringen met een band bestaande uit zoon Spencer, Wilco-drummer Glenn Kotche en producer Tom Schick.

## Discografie (selectie)

### Uncle Tupelo
| Jaar | Titel             | Label             |
| ---- | ----------------- | ----------------- |
| 1990 | No Depression     | Rockville Records |
| 1991 | Still Feel Gone   | Rockville Records |
| 1992 | March 16-20, 1992 | Rockville Records |
| 1993 | Anodyne           | Sire Records      |

### Wilco
| Jaar | Titel                                                         | Label            |
| ---- | ------------------------------------------------------------- | ---------------- |
| 1995 | A.M.                                                          | Reprise Records  |
| 1996 | Being There                                                   | Reprise Records  |
| 1999 | Summerteeth                                                   | Reprise Records  |
| 2002 | Yankee Hotel Foxtrot                                          | Nonesuch Records |
| 2004 | A Ghost Is Born                                               | Nonesuch Records |
| 2005 | Kicking Television: Live in Chicago                           | Nonesuch Records |
| 2007 | Sky Blue Sky                                                  | Nonesuch Records |
| 2009 | Wilco (The Album)                                             | Nonesuch Records |
| 2011 | The Whole Love                                                | dBpm/Epitaph     |
| 2014 | Alpha Mike Foxtrot: Rare Tracks 1994-2014 (4 CDs and booklet) | Nonesuch Records |
| 2015 | Star Wars                                                     | dBpm Records     |
| 2016 | Schmilco                                                      | dBpm Records     |
| 2019 | Ode to Joy                                                    | dBpm Records     |
| 2022 | Cruel Country                                                 | dBpm Records     |
| 2023 | Cousin                                                        | dBpm Records     |

### Loose Fur
| Jaar | Titel                 | Label             |
| ---- | --------------------- | ----------------- |
| 2003 | Loose Fur             | Drag City Records |
| 2006 | Born Again in the USA | Drag City Records |

### Golden Smog
| Jaar | Titel                      | Label                |
| ---- | -------------------------- | -------------------- |
| 1992 | On Golden Smog             | Crackpot Records     |
| 1996 | Down By The Old Mainstream | Rykodisc             |
| 1998 | Weird Tales                | Rykodisc             |
| 2007 | Blood on the Slacks        | Lost Highway Records |

### Mermaid Avenue (Billy Bragg & Wilco)
| Jaar | Titel                                                  | Label            |
| ---- | ------------------------------------------------------ | ---------------- |
| 1998 | Mermaid Avenue                                         | Elektra          |
| 2000 | Mermaid Avenue Vol. II                                 | Elektra          |
| 2012 | Mermaid Avenue: The Complete Sessions (incl. Vol. III) | Nonesuch Records |

### Solo
| Jaar | Titel            | Label        |
| ---- | ---------------- | ------------ |
| 2017 | Together at Last | dBpm Records |
| 2018 | WARM             | dBpm Records |

### Tweedy (band)
| Jaar | Titel    | Label        |
| ---- | -------- | ------------ |
| 2014 | Sukierae | dBpm Records |